# NYPD - New York Police Department
NYPD - New York Police Department (NYPD Blue) è una serie televisiva statunitense prodotta dal 1993 al 2005.
Di genere poliziesco, la serie è improntata a un crudo realismo, sia nei temi affrontati sia nel linguaggio usato, e non lesina scene forti o scabrose (ad esempio, è stata la prima serie televisiva statunitense di prime time a mostrare due attori nudi intenti a consumare un rapporto sessuale, nonché la prima a mostrare su un'emittente nazionale un fondoschiena maschile nudo). Tutto questo ha alimentato polemiche nei confronti della serie, la quale si è spesso ritrovata al centro di numerose controversie.
Negli Stati Uniti la serie è stata trasmessa con successo da ABC, ricevendo numerosi premi e riconoscimenti. In Italia - per via del suo taglio realistico - la serie ha sempre avuto una programmazione incerta da parte di Mediaset: inizialmente programmata su Canale 5 in seconda serata, fu promossa in prima serata su Rete 4, ma in seguito a proteste del pubblico per via delle scene di sesso e violenza, fu nuovamente spostata su Canale 5 intorno alla mezzanotte, venendo poi sospesa e ripresa più volte. In seguito è stata anche programmata sul satellite da Jimmy e sul digitale terrestre dal canale Mediaset Iris.

## Trama
La serie racconta la vita, non soltanto lavorativa, del Quindicesimo Distretto della Omicidi di New York. Sullo schermo passano casi di ordinaria follia, e ordinari ne sono i protagonisti. Raramente si ha a che fare con sagaci professionisti del delitto o sordide associazioni criminali. Spesso i colpevoli sono sbandati, gente comune costretta al crimine da circostanze particolarmente avverse.
Il vero motore della serie sono pertanto le esistenze, le passioni e le relazioni intercorrenti tra i protagonisti, a volte gioiose, a volte tragiche, a volte commoventi.
Inevitabile, per una serie tanto longeva, un costante ricambio del cast, con l'ovvio obiettivo di non rendere monotoni gli episodi.

## Episodi
| Stagione            | Episodi | Prima TV originale | Prima TV Italia |
| ------------------- | ------- | ------------------ | --------------- |
| Prima stagione      | 22      | 1993-1994          | 1995            |
| Seconda stagione    | 22      | 1994-1995          | 1996            |
| Terza stagione      | 22      | 1995-1996          | 1997            |
| Quarta stagione     | 22      | 1996-1997          | 1998            |
| Quinta stagione     | 22      | 1997-1998          | 1998-2000       |
| Sesta stagione      | 22      | 1998-1999          | 2000            |
| Settima stagione    | 22      | 2000               | 2004-2005       |
| Ottava stagione     | 20      | 2001               | 2005            |
| Nona stagione       | 23      | 2001-2002          | 2005            |
| Decima stagione     | 22      | 2002-2003          | 2006            |
| Undicesima stagione | 22      | 2003-2004          | 2009            |
| Dodicesima stagione | 20      | 2004-2005          | 2010            |

## Personaggi e interpreti
- Andrew "Andy" Sipowicz (stagioni 1-12), interpretato da Dennis Franz, doppiato da Pietro Biondi.
È l'unico sempre presente in tutte le dodici stagioni della serie. Sipowicz è il centro nevralgico della serie. Sua è una complessità da eroe tragico più che da macchietta televisiva, suoi sono i più alti picchi di pathos raggiunti, suoi sono i tormenti più laceranti eppure quotidiani, sue le preferenze (affettuose o sadiche) degli sceneggiatori. In alcune stagioni particolarmente fiacche, è evidente infatti come l'esistenza stessa della serie si poggi sulle azioni, sulle parole, sui pensieri di Sipowicz.
Quando lo incontriamo nell'episodio pilota della serie, Andy Sipowicz è un uomo distrutto senza più futuro. Privo di qualsiasi freno morale, alcolista perso, pur di incastrare uno scaltro mobster e ritrovare credibilità, viola la legge che pure dovrebbe rappresentare e incastrato da una prostituta compiacente, è quasi ferito a morte dal suo rivale. Risvegliatosi dal coma, ripromette a sé stesso che non berrà mai più e superando le perplessità del suo capo, uomo di colore con non meno orgoglio razziale di lui, torna al fianco del collega e amico John Kelly. Trova anche il tempo di innamorarsi e sposare il procuratore Sylvia Costas, di origine greche, sua seconda moglie. Alla fine della prima serie, raggiunge di nuovo i limiti della legalità quando tenta di salvare l'amico Kelly da un'incriminazione interna, senza però riuscirci. Si vede così assegnare un nuovo compagno, il sudamericano Bobby Simone. Dopo iniziali titubanze, l'intesa tra i due diviene completa e ci vorranno anni, ben cinque, perché la coppia investigativa di primo piano muti di nuovo forma. Dopo aver ripreso i contatti col figlio della prima moglie Andy Jr. e aver convolato a nozze con l'amata Sylvia, ecco arrivare il primo di una serie di avvenimenti tragici che contribuiranno nel prosieguo della serie, a formare un'immagine di Sipowicz sofferta, tormentata e sempre in lotta coi propri demoni. Proprio il suo amato figlio Andy, che ha orgogliosamente seguito le orme paterne, viene brutalmente ucciso in uno scontro a fuoco. Risucchiato dal dolore, Sipowicz trova nell'amicizia cameratesca di Simone e nella solidarietà di un'intera squadra pronta a dimenticare per un attimo i doveri deontologici, il primo appiglio per un vero cambiamento di sé. Di stagione in stagione, lo vediamo infatti trasformarsi lentamente ma inesorabilmente. La ferina rozzezza, il disprezzo diffuso per sé stesso e per gli altri, si mitiga, grazie alla fraterna sintonia con il collega e diventa pian piano fonte di esperienza sicura e rassicurante autorevolezza per gli altri componenti della squadra. Aspetti come la radicata scontrosità e il razzismo spicciolo, uniti a un potente disinganno sulla natura umana, certo continuano a rappresentare le caratteristiche principali di questo personaggio, soprattutto in seguito alla tragica morte del "fratello di vita" Simone e dell'amata seconda moglie Sylvia, che si collocano entrambe nella sesta stagione. Il Sipowicz successivo assume sempre più (data anche la giovane età dei colleghi) vesti di "vecchio saggio" fungendo da figura paterna per chi, come John Clark o Danny Sorenson, non ne ha mai avuto una.
Più si procede, più si mostra palese l'idea da parte degli sceneggiatori di fare di Sipowicz una sorta di exemplum vivente, sulla scorta di certi personaggi che dal baratro hanno saputo risollevarsi verso altezze morali impensabili. Quello di Sipowicz è un percorso evidentemente catartico, dalle profondità immensurabili di una selva oscura fatta di aberrazione e amoralità verso un punto di completa e totale purificazione. La promozione da detective a sergente che Sipowicz riceve nell'ultima stagione della serie sembra confermare appieno quanto detto: l'ex alcolista bestiale è ora colui che tiene le fila dell'ordine e della giustizia, senza dimenticare quante sofferenze e dolori ciò abbia comportato.
- John Kelly (stagioni 1-2), interpretato da David Caruso, doppiato da Stefano Benassi.
Avrebbe dovuto essere lui, inizialmente, il vero protagonista di NYPD, considerata anche l'alta caratura dell'interprete. La scoppiettante esplosione di Sipowicz-Franz e l'abbandono repentino di Caruso dopo un solo anno, hanno invece fatto sì che questo personaggio nella storia del telefilm rappresenti poco più di un interprete secondario. Quanto Sipowicz è sregolato, sfrenato e incontrollato, tanto Kelly è posato, riflessivo, diplomatico. Meglio sarebbe notare come il sangue bollente irlandese sia in realtà mitigato da una adesione ossessiva e frustrante alle regole costituite. Tanto è vero che in una serie marchiata dall'ambiguità risulta inevitabile che essa sotto pressioni forti, venga a mancare clamorosamente e senza appello. Continuando il parallelo forse ingiusto ma utile con Sipowicz, interessante vedere come allorché Sipowicz inizi lentamente a risalire la china, Kelly vi si spinga giù a rotta di collo. Prossimo al divorzio, dopo lo sgarbo fatto al potente boss Angelo Marino in seguito al tentato omicidio di Andy, John viene avvicinato da Janice Licalsi, poliziotta figlia di un agente corrotto (al servizio proprio di Marino) per scoprire presto che lo stesso malavitoso ha propiziato l'intimità tra i due, con lo scopo di eliminare facilmente Kelly. Morto Marino per mano della donna innamoratasi di chi doveva inizialmente uccidere e non disposta ad andare contro il suo cuore la reputazione di Kelly, messo a parte del segreto, una volta trapelato il tutto agli Affari Interni, subisce duri colpi, nonostante la totale estraneità ai fatti. Messo alle strette da un cinico capitano del Dipartimento Affari Interni, Kelly è costretto, nonostante l'energico aiuto ricevuto da Sipowicz, a ingloriose dimissioni, dopo aver mentito in tribunale nel tentativo di salvare Janice, incriminata per omicidio.
- Robert "Bobby" Simone (stagioni 2-6, 12), interpretato da Jimmy Smits, doppiato da Fabrizio Pucci.
Chiamato a rilevare John Kelly accanto ad Andy Sipowicz e nel suo cuore (e a sostituire David Caruso in quello dei fans), originario del Belize, volto inerte e occhi languidamente tristi, caso dopo caso, arresto dopo arresto, instaura un rapporto di completa fiducia con il burbero Sipowicz. Ciò è dovuto a un rigore morale sentito e genuino, ben diverso dal rigorismo di prammatica tipico del predecessore. Rappresenta, magari un po' utopicamente, l'ultimo vero esempio d'eroe senza macchia e senza paura, almeno all'inizio. Pieno di conforto e sicurezza verso gli altri ma incapace di trovare pace vera dentro se stesso, dopo un tormentoso flirt con una giornalista, inizia una relazione seria e duratura con la collega Diane Russell, grazie anche al beneplacito del loro superiore, il tenente Arthur Fancy. La stabilità emozionale e sentimentale dovuta all'amore per Diane permette a Bobby di rafforzare le proprie qualità di indefesso e incorruttibile paladino della giustizia, divenendo anche pian piano il fratello mai nato di Sipowicz. Al massimo del loro sviluppo psicologico-narrativo, ciascuno dei due rappresenta il perfetto completamento dell'altro, tanto da oscurare, rendere superfluo qualsiasi altro personaggio e dando l'impressione di una serie in grado di andare avanti anche semplicemente con scene aventi loro come unici protagonisti. Tutto questo per quasi cinque stagioni. Poi anche il personaggio di Simone è costretto dagli autori (e dalla scadenza del contratto dell'attore) a un drastico mutamento. Colpito da una gravissima infezione cardiaca, Bobby è costretto al ricovero in ospedale, dove anni di sicurezze e certezze morali apparentemente inattaccabili, vengono meno. Tutta l'umanità nascosta e repressa in anni, la tragica e istintuale umanità che chiunque possiede, conflagra e si rivela all'improvviso davanti al terrore più grande. Quello che si vede nelle sue ultime storiche apparizioni è un Bobby annichilito dalla malattia e devastato dalla sua stessa paura di morire, un uomo nudo davanti all'inspiegabile, a qualcosa che va ben al di là dei suoi consueti e fino ad allora infallibili parametri razionalistici.
- Daniel "Danny" Sorenson (stagioni 6-8), interpretato da Rick Schroder, doppiato da Fabio Boccanera.
Immigrato come Simone, norvegese e non americano, Sorenson ha ben poco da spartire con chi sostituisce, a cominciare dall'età. Danny è giovane, esuberante, ingenuo e un po' sognatore. Finisce sotto l'ala prottetrice di Sipowicz, di cui diventa un po' il figlioccio. È forse il primo personaggio nel cui sviluppo si avverte una sorta di sensazione di già visto o banale. Il grintoso e scapestrato Danny dei primi episodi lascia presto spazio a un adolescente mal cresciuto, roso vivo dall'amore impossibile quanto utopico per una Diane ancora troppo provata dalla recente perdita del marito per aprire il proprio cuore a un altro uomo. L'impossibilità di avere ciò che più desidera e la frustrazione di dover condividere il posto di lavoro con esso, lentamente conducono Sorenson verso un inarrestabile punto di non ritorno: l'alcolismo e la perdita del controllo. Alla fine dell'ottava stagione Sorenson viene ucciso durante un'operazione sotto copertura.
- Diane Russell (stagioni 2-8), interpretata da Kim Delaney, doppiata da Liliana Sorrentino.
È il personaggio femminile più incisivo (e più longevo) della serie. Energica, combattiva, mascolina nel fisico e nelle azioni, sa però lasciar trapelare le sue equilibrate componenti di donna fragile e affettuosa, soprattutto nel rapporto con Bobby Simone. Dopo aver assistito all'omicidio del violento padre da parte di una madre disperata, sviluppa una tenace tendenza al bere, dalla quale è distolta dall'amore per il collega e dal sostegno "professionale" datole da Andy. Alla fine della quinta stagione convola finalmente a nozze con il fidanzato, essendone poi tragicamente separata poco dopo. Tornata al lavoro, stringe amicizia con Sorenson, un rapporto inizialmente visto da entrambi con circospezione, e successivamente vissuto con trascinante quanta effimera passione. Resasi conto dell'impossibilità di continuare con profitto la vita condotta fino ad allora, si ritira dalla squadra a tempo indeterminato nel bel mezzo dell'ottava stagione. A furor di popolo è guest star a cavallo dell'undicesima stagione.
- Gregory "Greg" Medavoy (stagioni 1-12), interpretato da Gordon Clapp, doppiato da Luciano Roffi.
È la parte dichiaratamente e apertamente comica della serie, assieme al collega Martinez prima e Jones poi. Affetto da pesante balbuzie, Greg è da tutti stimato come buon poliziotto, ma anche guardato da alcuni (Sipowicz) con malcelato scetticismo. Indaga casi, li risolve, trova persino qualcuno di cui cadere innamorato (la centralinista Donna) ma il suo almeno per le prime serie rimane sempre un personaggio da storia di contorno e niente più. Nelle stagioni centrali, con l'infittirsi del materiale drammatico rispetto a quello comico, anche Greg muta, trasformandosi da macchietta burlona e pasticciona in professionista serio e affidabile, non privo di personalità o grinta tutte particolari.

## Eventi principali di ogni stagione

### Stagione 1
- Deposizione di un Sipowicz ubriaco a una ancora sconosciuta Costas; quando lei lo rimprovera per il disastro, Sipowicz le risponde senza tanti complimenti con un gesto osceno.
- Attentato a Sipowicz
- John Kelly indaga sul tentato omicidio del suo compagno
- Morte del Boss Marino.
- Braccio di ferro tra il Quindicesimo e il capitano Haverill: questi, prima cerca di incriminare per corruzione il tenente Fancy, ma Sipowicz riesce a neutralizzarlo; quando tocca a Kelly essere sulla graticola, Sipowicz ritenta le stesse carte, senza riuscire.
- Processo a Janice Licalsi per l'uccisione di Marino.

### Stagione 2
- Dimissioni di John Kelly.
- Molestie dell'ex fidanzato Abruzzo ad Adrienne, appena arrivata in squadra.
- Sipowicz incontra il suo vecchio amico degli Alcolisti Anonimi Dan Breen che gli chiede aiuto per il figlio, affetto da psicosi, che però lo ucciderà poco tempo dopo.
- Bobby va a trovare un suo vecchio amico che gli ha trasmesso la passione per i piccioni e scopre che sta morendo colpito da Alzheimer. Decide così di prendersi cura personalmente anche dei suoi esemplari.
- Andy riprende i contatti con il figlio, ormai adulto, della prima moglie, deciso ad arruolarsi nell'Aviazione[4].
- A seguito di un'operazione sotto copertura che permette di neutralizzare un grosso colpo a un istituto di credito, Vinnie, un vecchio informatore del Tenente Fancy si offre di fornire al distretto preziose informazioni sulla banda a monte dell'operazione, ma in realtà si tratta di un piano orchestrato dal Comandante Haverill per screditare definitivamente il tenente. Fancy, scoperto per tempo l'inganno, convince Vinnie a fare il doppio gioco, in modo da incastrare Haverill nella sua stessa trappola. Il gioco riesce e Haverill non può far altro che dimettersi, lasciando il posto a un ex agente di pattuglia appena promosso, il capitano Bass. L'inesperienza del nuovo capo crea tensioni nel distretto, in particolare tra Andy e due detectives del turno di notte[4][5].
- Accanto al corpo senza vita di un uomo viene ritrovato un messaggio di sfida al Dipartimento composto con lettere ritagliate dal dizionario Webster. Si tratta della "firma" di un serial killer di coppiette già attivo in passato. Bobby viene assegnato alle indagini sul presunto ultimo omicidio della serie, affiancato prima e ostacolato poi da una task-force di detectives agli ordini dell'Ispettore Aiello. Fra questi figura anche il detective Solomon, poliziotto di carriera dai problematici trascorsi con Sipowicz. Tra depistaggi e incomprensioni varie, si arriva ad arrestare George Putman, enigmatico e ambiguo uomo sulla trentina che, messo alle strette da Bobby, confessa tutti i vari omicidi attribuiti nel tempo al "killer del dizionario " fra cui quello di Alexandra Rudman, figlia del facoltoso uomo d'affari Arnold, il quale, sopraffatto dal dolore e dalla rabbia, arriva ad offrire a Bobby una ricompensa in denaro in cambio della cattura del killer. Alcune settimane dopo l'inizio della detenzione a Rikers, Putnam viene riaccompagnato al distretto per partecipare ad un confronto. Al termine, l'uomo viene ucciso da tre colpi di fucile davanti alla stazione di polizia mentre nel frattempo Rudman, recatosi al distretto con una scusa, osserva compiaciuto. Risalendo alla ricevuta d'acquisto del fucile di precisione usato nell'agguato e con l'aiuto di altre prove circostanziali, Bobby riesce a far confessare l'autore materiale del reato, il padre di un'altra delle vittime del killer, ma è costretto a lasciar libero Rudman, non avendo nessun indizio che possa indicare l'uomo come effettivo mandante dell'assassinio[6][7][8].
- Arriva al distretto Diane Russell, detective con problemi di alcolismo, che inizia una storia con Bobby Simone.[9]
- Andy e Sylvia convolano a nozze[10].

### Stagione 3
- Martinez, dopo esser stato ferito in una sparatoria, si invaghisce di Adrienne Lesniak, ma la detective, che rifiuta di avere di nuovo un rapporto con un collega dopo le vicissitudini con il detective Abruzzo, pur di non offendere la sua sensibilità, rifiuta un impegno serio con la scusa di essere lesbica. In seguito i due inizieranno una relazione insieme, che naufragherà presto per l'eccessiva gelosia e possessività di lei.
- Bobby e Andy arrestano una specie di capopopolo di una banda di neri. Sentendosi rivolgere l'insulto "negro" l'uomo va su tutte le furie; più tardi Bobby rimprovera Andy per un linguaggio così volgare.
- Nasce Theo, figlio di Andy e Sylvia.
- Andy Jr. viene ucciso nell'esercizio delle sue funzioni da poliziotto. Si rinsalda così ancor di più il rapporto tra Andy e Bobby.

### Stagione 4
- I rapporti tra Bobby e Diane si incrinano; lui vorrebbe una famiglia, lei ha idee diverse.
- Arriva una nuova centralinista al Quindicesimo: è grassa petulante e logorroica e fa la corte a un Andy inorridito. Lascia il suo posto dopo essere stata coinvolta nell'omicidio del suo amante.
- A Diane viene affidato un lavoro sotto copertura: deve pedinare una vecchia conoscenza, implicata in un traffico d'armi internazionale. L'uomo, un cencioso senza scrupoli conduce Diane sull'orlo dell'autodistruzione, portandola di nuovo verso l'alcoolismo. Il sesto senso di Bobby previene il peggio.
- Andy e Bobby indagano su una confusa sparatoria che ha portato alla morte di un uomo;con sorpresa si scopre che l'uomo è lo stesso arrestato dai due l'anno prima (vedi sopra); le indagini sono complicate dall'ostilità della famiglia nei confronti di Sipowicz, che cerca il perdono senza trovarlo. A caso risolto, come in unn intima confessione, Bobby cerca di capire le origini del razzismo radicato di Andy. La risposta dell'amico è piena di dolore più che di rabbia. Andy racconta infatti delle vessazioni subite da lui e dal padre, costretto a umili lavori, da parte della comunità nera del posto, più violenta e potente dei bianchi.
- L'FBI affida a Bobby un incarico delicato: avvicinare un ex compagno di infanzia, ora pesantemente colluso con forti poteri criminali, per carpirne informazioni. L'uomo, di nome Joey Salvo, fa commettere a Bobby alcuni piccoli reati, ma durante un incontro, viene misteriosamente eliminato con uno sparo alla schiena. Sulle prime sia gli Affari Interni che i federali credono che il colpevole sia proprio Simone, ma quando si scopre che nei paraggi è stata vista l'auto di Andy, anche la posizione di Sipowicz si fa critica. Dopo mesi di serrate e difficili indagini interne, Bobby e Andy vengono scagionati.
- Greg prova interesse per una collega in uniforme di nome Abby. Le attenzioni sembrano ricambiate ma in realtà la donna è omosessuale e ha scelto Greg come donatore di sperma per il figlio che desidererebbe avere con la compagna. Dopo l'iniziale shock, Greg accetta e si offre di assistere Abby al momento della fecondazione.

### Stagione 5
- Kathy, la compagna di Abby è trovata morta in casa e la stessa Abby è lievemente ferita. Si scopre che a commettere il delitto è stata un'ex amante respinta di Abby[11].
- In un doppio episodio da 90 minuti tra i più acclamati dell'intera serie, una coppia, Steve e Sherrie Egan, denuncia ad Andy e Bobby la scomparsa del loro figlioletto Brian, che era solito intrattenersi a giocare nel parco con un bonario vagabondo sordomuto di nome Israel, verso il quale si indirizzano i sospetti della famiglia. Resisi conto dopo un interrogatorio della assoluta innocenza del senzatetto, Bobby e soprattutto Andy, iniziano a ventilare un possibile coinvolgimento del padre, che si ritrae inorridito davanti a tali insinuazioni e chiede che l'ostile Sipowicz sia allontanato dal caso. Per poter meglio lavorare, la squadra finge di accontentarlo, inserendo anche Diane nelle indagini. Nel frattempo, convinto della bontà di Andy, Israel cerca di indirizzarlo alla verità tramite alcuni passi della Bibbia, che però Sipowicz fatica a comprendere. E mentre Diane cerca di fare breccia nell'animo lacerato di Sherrie, che sa ma non può dire la verità, Bobby capisce come sono andate le cose quando durante una perlustrazione con Steve Egan, questi mostra a Simone la camicia insanguinata del figlio, pensando così di far convergere definitivamente le prove di colpevolezza su Israel. E mentre un Bobby indignato non crede ai propri occhi, perché la messinscena nei confronti del padre rimanga credibile, Israel è tenuto una notte in custodia. Nonostante le rassicurazioni di Andy, l'uomo, oppresso dalla tristezza di aver perso un amico e di essere accusato della sua morte, si impicca. Ormai però il cerchio si sta chiudendo intorno a Steve Egan che avendo capito di non aver più speranze si rivolge a Simone, che crede comprensivo e solidale, per ottenere giustificazione e perdono. Inizialmente si limita a raccontare di fiducia tradita e di molestie subite, suscitando lo sdegno borghese e ritenuto del detective; più tardi, dopo che anche la moglie ha confessato a Diane ciò che sa, elimina qualunque barriera difensiva e confessa il delitto, chiedendo a Simone di ucciderlo. Il detective, nonostante tentazioni contrarie, si rifiuta[12][13].
- Ad Andy viene diagnosticato un tumore alla prostata. Dopo titubanze varie e timori assortiti, il cancro è debellato e Andy può tormare in servizio.
- Bobby e Diane concepiscono un figlio, poi perso per aborto spontaneo. Pochi episodi dopo, convolano a nozze.

### Stagione 6
- Malattia e morte di Bobby. Scontro deontologico tra l'umano e comprensivo dottor Carreras e l'algido e inflessibile dottor Swann.
- La centralinista del Distretto, Dolores Mayo, è scoperta da Diane e Jill in un locale per spogliarelliste. Insoddisfatta del lavoro e della propria vita, diviene prostituta al servizio di un miliardario pervertito di nome Micheal Cullinan, il quale gira filmini con le donne per poi iniettare loro droga mal tagliata che le uccide. Morta Dolores, la squadra vorrebbe incastrare Cullinan ma James Sinclair, vecchia nemesi di Sipowicz sin dai tempi di Kelly, riesce a farlo scagionare. Mesi dopo Mike Roberts, anni prima in servizio al Quindicesimo e congedato dalla polizia per uno scandalo di droga, si presenta al Distretto con l'incarico, datogli da Cullinan, di "dare una lezione" a John Irvin, amico di Dolores e ora centralinista, reo di aver aggredito il miliardario in preda alla rabbia. Roberts cerca di avvertire Sipowicz della vicenda, andandosene poi senza fare nulla. L'indomani viene trovato morto, schiantato ai piedi di un palazzo. Le indagini su Cullinan si fanno più serrate e grazie all'uso di Jill come esca il criminale viene arrestato. Nel frattempo il padre di Dolores, James Mayo vorrebbe una veloce condanna per Cullinan. Al processo grazie anche all'abilità di Sinclair, vincere non è facile. Stanco di aspettare, appena fuori dall'aula James Mayo spara all'indirizzo del tronfio Cullinan, ferendo però mortalmente Sylvia, che sostiene l'accusa, prima di essere abbattuto dalla Sicurezza.
- Fugace bacio a tradimento di Danny a Diane.

### Stagione 7
- Dopo la morte di Sylvia, Andy riaccoglie in casa la prima moglie Katie, desiderosa di occuparsi del piccolo Theo, che la vede ormai come una mamma. Il rapporto viene ancor più rinsaldato dalla malattia del piccolo, alla fine brillantemente superata.
- Don Kirkendall, criminale incallito e marito di Jill, è pedinato dalla squadra per una storia di droga. Per scagionarsi parzialmente, Don fa il nome della moglie come effettiva complice dei suoi traffici. I colleghi, sbigottiti cercano di evitare i contatti tra Jill e il marito. Intanto, Diane è contattata da un poliziotto della Narcotici, tale Harry Denby, che dice di aver informazioni riguardo alla vicenda di Kirkendall, salvo elargirle a prezzo di clamorosi quanto goffi tentativi di corteggiamento verso Diane, con annesse ornate filippiche sulla dignità del bere e della amoralità. Un cadavere è trovato senza testa. Sembreerebbe quello di Don, sennonché Diane mesi dopo incrocia Kirkendall e lo stesso Denby intenti a scambiarsi informazioni su una partita di cocaina. Senza dire nulla a nessuno Diane pressa Denby per farsi dire la verità, senza successo. Una volta filtrata la storia, Danny decide di occuparsi personalmente del caso e con l'aiuto di tutta la squadra, arresta Denby e Kirkendall, salvo poi venire controaccusato da questi di averlo incastrato e fermato senza un motivo valido. Jill si dimette dalla squadra e fugge lontano coi figli.

### Stagione 8
- È ancora in corso l'indagine del Dipartimento Affari Interni sul caso Kirkendall, quando giunge la notizia della morte in carcere di Don. Senza accusatore, caso chiuso.
- Danny corteggia senza sosta Diane, che cede alle sue avances iniziando una relazione con il collega. Resasi conto di non poter scacciare il ricordo di Bobby, Diane interrompe dopo pochi giorni la storia con Danny il quale, sentitosi rifiutato, perde la testa e, in un eccesso di nervosismo, picchia a sangue un sospettato venendo sospeso dal servizio. Al suo rientro, è morso dalla gelosia quando viene a sapere che Diane sta frequentando il dottor Carreras, medico di Bobby. Dopo la morte di una testimone su un delitto di mafia, però, Diane decide che ne ha abbastanza e lascia la squadra con un'aspettativa a tempo indeterminato. Danny sprofonda nello sconforto, fino al punto di non ritorno: si fa assegnare a un lavoro sotto copertura in uno strip-club controllato dalla mafia, diventando l'amante di una delle ballerine che ci lavorano. La serie si chiude con la scomparsa di Danny e tutta la squadra impegnata nella sua ricerca.

### Stagione 9
- Cinque mesi dopo la scomparsa di Danny, trovano il suo corpo grazie alle indicazioni di un tizio coinvolto in un caso di pluriomicidio.

## Riconoscimenti
- 1994 - Golden Globe
  - Miglior serie drammatica
  - Miglior attore in una serie drammatica a David Caruso
- 1994 - Premio Emmy
  - Outstanding Individual Achievement in Art Direction for a Series per l'episodio Indagine tra i rifiuti, prima stagione
  - Outstanding Individual Achievement in Casting
  - Outstanding Individual Achievement in Directing in a Drama Series per l'episodio Indagine di routine, prima stagione
  - Outstanding Individual Achievement in Editing for a Series - Single Camera Production per l'episodio Indagine di routine, prima stagione
  - Outstanding Individual Achievement in Writing in a Drama Series per l'episodio Il ricatto, prima stagione
  - Outstanding Lead Actor in a Drama Series a Dennis Franz
- 1994 - BMI Film & TV Awards
  - BMI TV Music Award
- 1994 - Artios Award
  - Best Casting for TV, Dramatic Episodic
  - Best Casting for TV, Pilot
- 1994 - Directors Guild of America Award
  - Outstanding Directorial Achievement in Dramatic Series - Night per l'episodio Quindicesimo distretto, prima stagione
- 1994 - Edgar Award
  - Best Television Episode per l'episodio Una relazione pericolosa, prima stagione
- 1994 - People's Choice Awards
  - Miglior serie TV drammatica
  - Miglior nuova serie TV drammatica
- 1994 - Screen Actors Guild Awards
  - Outstanding Performance by a Male Actor in a Drama Series a Dennis Franz
  - Outstanding Performance by an Ensemble in a Drama Series
- 1995 - Golden Globe
  - Miglior attore in una serie drammatica a Dennis Franz
- 1995 - Premio Emmy
  - Outstanding Drama Series
  - Outstanding Guest Actress in a Drama Series a Shirley Knight per l'episodio La scatola magica, seconda stagione
  - Outstanding Individual Achievement in Casting
- 1995 - BMI Film & TV Awards
  - BMI TV Music Award
- 1995 - Edgar Award
  - Best Television Episode per l'episodio Il nuovo detective, seconda stagione
- 1996 - Golden Globe
  - Miglior attore in una serie drammatica a Jimmy Smits
- 1996 - Premio Emmy
  - Outstanding Lead Actor in a Drama Series a Dennis Franz
- 1996 - GLAAD Media Awards
  - Outstanding Television Series
- 1996 - BMI Film & TV Awards
  - BMI TV Music Award
- 1996 - Edgar Award
  - Best Television Episode per l'episodio L'assassino della settima strada, terza stagione
- 1996 - Screen Actors Guild Awards
  - Outstanding Performance by a Male Actor in a Drama Series a Dennis Franz
- 1997 - Premio Emmy
  - Outstanding Directing for a Drama Series per l'episodio Regolamento di conti, quarta stagione
  - Outstanding Lead Actor in a Drama Series a Dennis Franz
  - Outstanding Supporting Actress in a Drama Series a Kim Delaney
  - Outstanding Writing for a Drama Series per l'episodio Regolamento di conti, quarta stagione
- 1997 - BMI Film & TV Awards
  - BMI TV Music Award
- 1997 - Writers Guild of America Award
  - WGA Award (TV) - Episodic Drama per l'episodio Una persona perbene, terza stagione
- 1998 - Premio Emmy
  - Outstanding Directing for a Drama Series per l'episodio La forza del perdono, quinta stagione
  - Outstanding Supporting Actor in a Drama Series a Gordon Clapp
  - Outstanding Writing for a Drama Series per gli episodi L'atroce dubbio e La forza del perdono, quinta stagione
- 1998 - GLAAD Media Award
  - Outstanding TV Drama Series
- 1998 - ALMA Award
  - Outstanding Drama Series
  - Outstanding Individual Performance in a Television Series in a Crossover Role a Jimmy Smits
- 1998 - BMI Film & TV Awards
  - BMI TV Music Award
- 1998 - Satellite Award
  - Best Performance by an Actor in a Television Series - Drama a Jimmy Smits
  - Best Television Series - Drama
- 1999 - Premio Emmy
  - Outstanding Directing for a Drama Series per l'episodio Grazie di tutto, Bobby, sesta stagione
  - Outstanding Guest Actress in a Drama Series a Debra Monk per l'episodio Grazie di tutto, Bobby, sesta stagione
  - Outstanding Lead Actor in a Drama Series a Dennis Franz
- 1999 - ALMA Award
  - Outstanding Drama Series
  - Outstanding Individual Performance in a Television Series in a Crossover Role a Jimmy Smits
- 1999 - Eddie Awards
  - Best Edited One-Hour Series for Television per l'episodio Grazie di tutto, Bobby, sesta stagione
- 1999 - BMI Film & TV Awards
  - BMI TV Music Award
- 1999 - Directors Guild of America Award
  - Outstanding Directorial Achievement in Dramatic Series - Night per l'episodio Grazie di tutto, Bobby, sesta stagione
- 2000 - BMI Film & TV Awards
  - BMI TV Music Award
- 2001 - BMI Film & TV Awards
  - BMI TV Music Award
- 2002 - ALMA Award
  - Outstanding Actor in a Television Series a Esai Morales
- 2002 - BMI Film & TV Awards
  - BMI TV Music Award
- 2002 - Young Artist Awards
  - Best Performance in a TV Series (Comedy or Drama) - Young Actor Age Ten or Under a Austin Majors
- 2003 - BMI Film & TV Awards
  - BMI TV Music Award